# Самуель Лонгфілд
Самуель Монтіфор Лонгфілд (англ. Samuel Mountifort Longfield), 1802, Ірландія — 21 листопада 1884, Дублін, Ірландія) — ірландський економіст та суддя; перший професор політичної економії в Триніті коледжі, що знаходиться в Дубліні.

## Біографія
Самуель Лонгфілд народився в 1802 році і був сином вікарія з графства Корк, Ірландія. Навчався в Триніті коледжі в Дубліні й закінчив його в 1823 році. Упродовж своєї кар'єри Лонгфілд працював юристом та професором права в Триніті коледжі (1834 р.) Пізніше — суддею Ірландського земельного маєтку. Він став членом ірландської таємної ради в 1867 році й сприяв розробленню законопроєктів щодо Ірландії, які запропонували адміністрації Вільяма Гладстона. Був представником австрійської школи та маржиналізму. Лонгфілд був оптимістичним щодо майбутнього економічного зростання, він вважав, що технічний прогрес у сільському господарстві компенсує наслідки збільшення кількості населення. Такий оптимізм виявився виправданим. Погляди Лонгфілда на міжнародну торгівлю були менш прогресивними, але, очевидно, він розумів важливість взаємного попиту (попит кожної країни на експорт іншої) під час визначення, як умов торгівлі, так і видів товарів, якими торгують країни. Він також писав про грошові питання, схвалюючи підхід до грошового контролю, який був менш жорстким, ніж у валютній школі. Лонгфілд був президентом «Товариства статистичних та соціальних розслідувань» Ірландії з 1863 по 1867 рік, але зробив невеликий внесок у його розвиток. Він підтримував ідею втручання уряду в економічні питання, виступаючи за впровадження пенсій для сліпих і людей похилого віку, державну освіту, медичну допомогу.

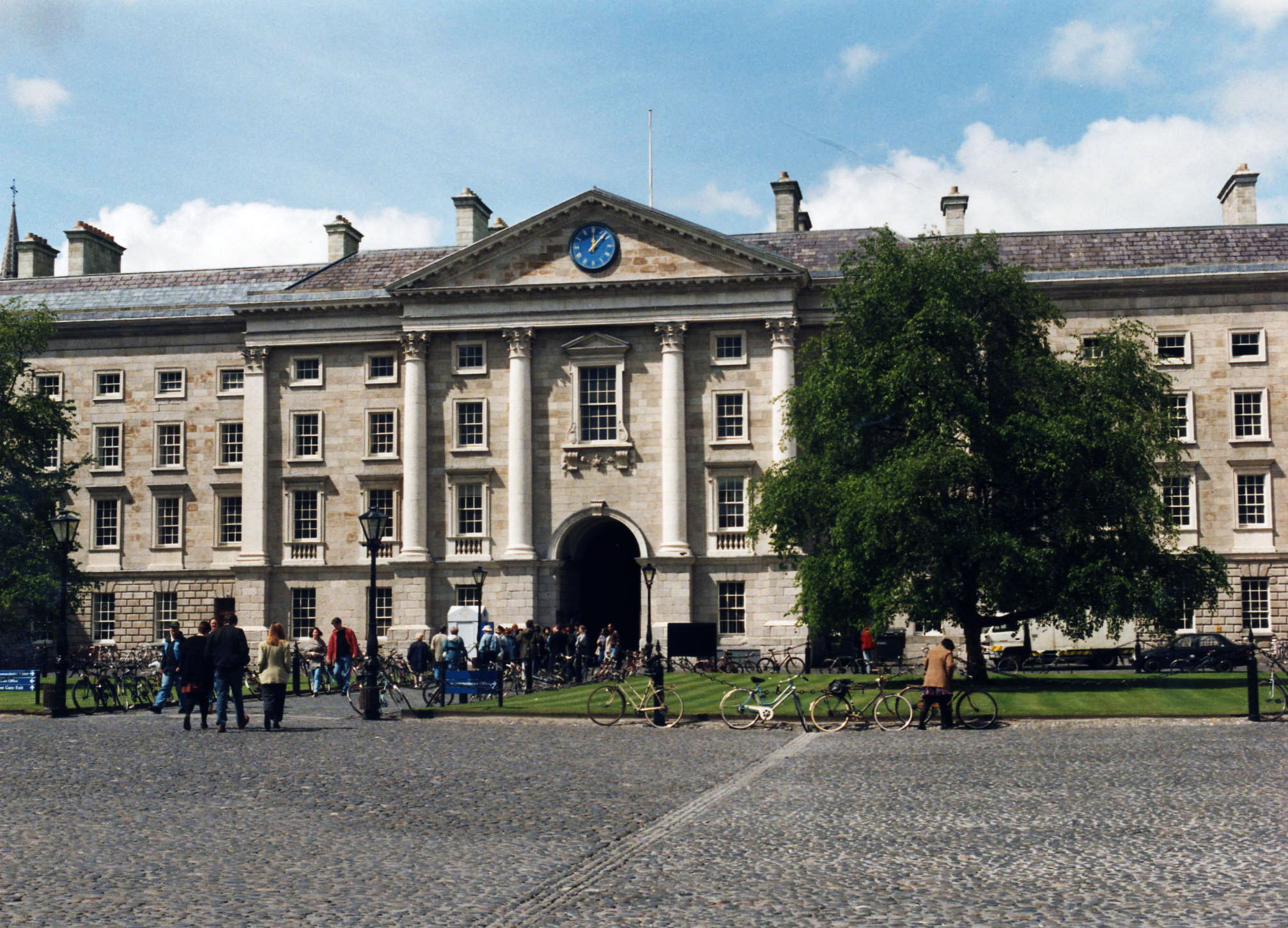
Триніті коледж

## Сім'я
У 1845 році Лонгфілд одружився з Елізабет Пенелоп, дочкою Ендрю Армстронга.

## Праці
- «Чотири Лекції про Закони про бідних», (англ. Four Lectures on Poor Laws), 1834 р.
- «Лекції з політичної економії», (англ. Lectures on Political Economy), 1834 р.
- «Три лекції про комерцію та одна про абсентеїзм», (англ. Three Lectures on Commerce and One on Absenteeism), 1835 р.
- «Межі втручання держави в поширення багатства в застосуванні оподаткування для допомоги населенню.  Журнал Товариства статистичних та соціальних розслідувань Ірландії.», (англ. The Limits of State Interference with the Distribution of Wealth, in Applying Taxation to the Assistance of the Public. Journal of the Statistical and Social Inquiry Society of Ireland), 1872 р.

Найважливішою його роботою з економіки були «Лекції з політичної економії» (англ. Lectures on Political Economy), які було опубліковано в 1834 році. Він виступав проти трудової теорії вартості та розробив теорію граничної продуктивності праці й капіталу. Це було незвичним на той час. Теорію почали знову досліджувати лише після 1900 року. Деякі його ідеї щодо капіталу та процента стали своєрідним теоретичним фундаментом для австрійської економічної школи.
Його основні підходи оберталися навколо трудової теорії вартості, аналізу капіталу й теорії розподілу (на основі концепції теорії граничної продуктивності праці й капіталу).

## Книги
- Lectures on Political Economy: Delivered in Trinity and Michaelmas Terms, 1833
- The Economic Writings of Mountifort Longfield
- Three Lectures on Commerce and One on Absenteeism